# Calum Gittins

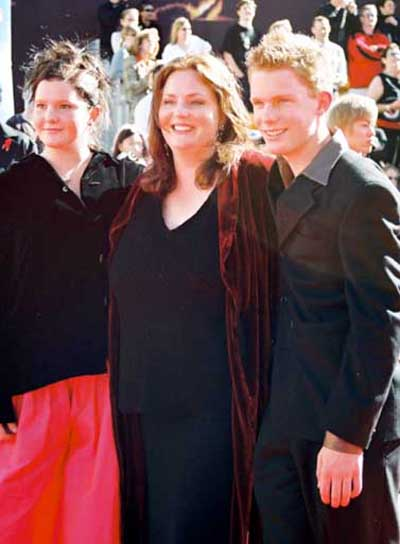
Calum Gittins mit seiner Mutter Philippa Boyens und seiner Schwester Phoebe Gittins am 1. Dezember 2003 bei der Weltpremiere des dritten Teils des Herrn der Ringe in Wellington (Neuseeland)

Calum Gittins (* 16. Juli 1986 in Auckland) ist ein neuseeländischer Filmschauspieler.
Er ist der Sohn des Schauspielers Paul Gittins (bekannt für seine Rolle als Michael McKenna in der neuseeländischen Fernsehserie Shortland Street, in der er von 1992 bis 1999 zu sehen war) und der Oscarpreisträgerin Philippa Boyens. Calum Gittins hat eine jüngere Schwester namens Phoebe.
In Peter Jacksons Spielfilm Der Herr der Ringe: Die zwei Türme verkörperte Gittins  Haleth, den Sohn eines Ritters aus Rohan.

## Filmografie
- 2002: Der Herr der Ringe: Die zwei Türme
- 2004–2006: Shortland Street
- 2008: Crossing the line
- 2010: The King’s Speech
- 2018: Mortal Engines: Krieg der Städte
- 2024: Der Herr der Ringe: Die Schlacht der Rohirrim